# Sculptiferussacia clausiliaeformis
Sculptiferussacia clausiliaeformis is een slakkensoort uit de familie van de Ferussaciidae. De wetenschappelijke naam van de soort is voor het eerst geldig gepubliceerd in 1992 door Alonso & Ibanez.